# Cyrille Fancello
Cyrille Fancello, né le 9 novembre 1964 à Marseille, est un coureur cycliste français, professionnel de 1988 à 1989.

## Palmarès
- 1986
  - 4ea étape du Tour de Namur
- 1987
  - Santikutz Klasika
  - 2e du Tour de la Bidassoa

## Résultats sur les grands tours

### Tour d'Italie
1 participation
- 1988 : abandon (14e étape)